# Maculobates longipilosus
Maculobates longipilosus är en kvalsterart som beskrevs av Hammer 1967. Maculobates longipilosus ingår i släktet Maculobates och familjen Liebstadiidae. Inga underarter finns listade i Catalogue of Life.